# Jim Dhore
Jim Dhore (Eindhoven, 2 mei 1999) is een Nederlands schaatser uit Assen. Hij schaatst vanaf het seizoen 2024/2025 voor team gewest Fryslân.
Tijdens zijn jeugd werd Dhore verschillende keren nationaal sprintkampioen. In het jaar 2021-2022 heeft Dhore een tijdelijke stop van het schaatsen genomen.
In 2024 won hij de Zilveren Bal door in de finale te winnen van Jordan Stolz.

## Persoonlijke records[3]
| Afstand    | Tijd    | Datum            | Baan       |
| ---------- | ------- | ---------------- | ---------- |
| 100 meter  | 9,64    | 22 januari 2024  | Leeuwarden |
| 500 meter  | 35,79   | 3 februari 2023  | Heerenveen |
| 1000 meter | 1.14,07 | 7 november 2022  | Heerenveen |
| 1500 meter | 2.07,72 | 14 december 2013 | Heerenveen |

## Resultaten
Winnaar De Zilveren Bal 2024 (Leeuwarden)